# 广东含笑
广东含笑（学名：Magnolia guangdongensis）是木兰科木兰属的一种植物，2004年发现于中国广东船底顶木龙顶海拔1,250-1,400米的山顶矮林和草坡处。为中国特有种。
其种加词“guangdongensis”意为“广东的”。
2013年发布的《中国生物多样性红色名录-高等植物卷》中被评估为濒危。